# Yuyapichis (distrito)
O Distrito peruano de Yuyapichis é um dos cinco distritos que formam a Província de Puerto Inca, situada no Departamento de Huánuco, pertencente a Região Huánuco, na zona central do Peru.

## Transporte
O distrito de Yuyapichis é servido pela seguinte rodovia:
- PE-5N, que liga o distrito de Chanchamayo (Região de Junín) à Ponte Integración (Fronteira Equador-Peru) - e a rodovia equatoriana E682 - no distrito de Namballe (Região de Cajamarca)
- PE-5NA, que liga a cidade ao distrito de San Luis de Shuaro (Região de Junín)[1][2][3]